# Stiftung Ökologie & Landbau
Die Stiftung Ökologie & Landbau (SÖL) ist eine gemeinnützige Stiftung mit Sitz in Bad Dürkheim, deren Ziel die Förderung einer Landwirtschaft ist, die schonend mit den natürlichen Ressourcen umgeht und eine artgemäße Tierhaltung praktiziert. Zweck laut Satzung ist die Förderung von Bildung und Gesundheit, insbesondere auf den Gebieten der Ökologie und des Landbaus. Daher engagiert sich die Stiftung für die Weiterentwicklung des ökologischen Landbaus. Arbeitsschwerpunkte sind die Koordination der Akteure sowie das Erschließen und Verbreiten von Informationen an Entscheidungsträger in Wissenschaft, Praxis und Beratung. Der Schwerpunkt der Stiftungsarbeit liegt derzeit im deutschsprachigen Raum.

## Geschichte

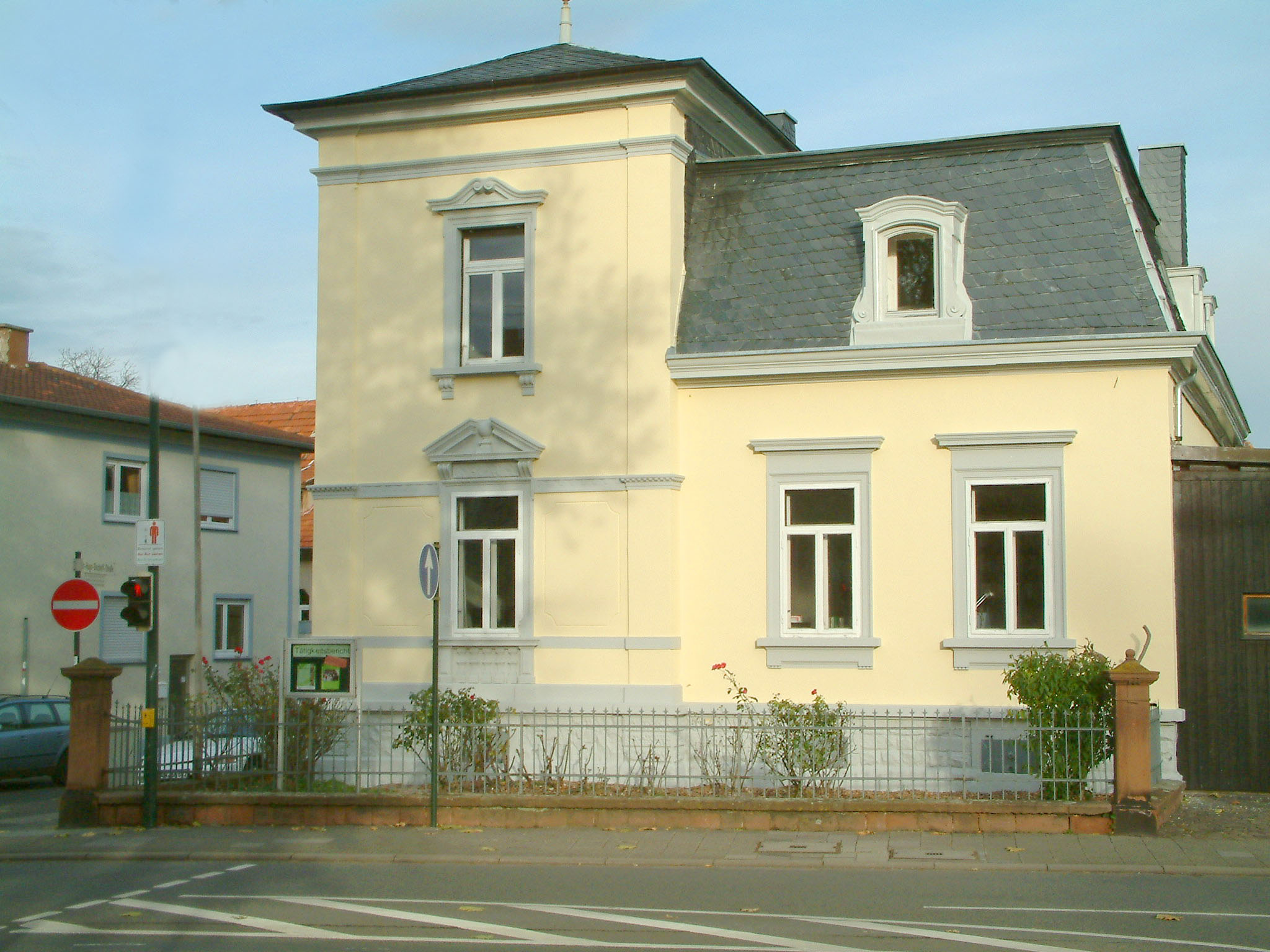
Sitz der SÖL

1961 gründete Karl Werner Kieffer (1912–1995), damals Vorstandsvorsitzender der Nähmaschinenfabrik G. M. Pfaff AG in Kaiserslautern, eine Stiftung, die er zum Gedenken an den Firmengründer Georg-Michael-Pfaff-Gedächtnisstiftung nannte. Diese Stiftung setzte sich zunächst vor allem in den Bereichen Bildung und Gesundheit ein, insbesondere in der Region Kaiserslautern. So ist die Gründung der Universität Kaiserslautern u. a. auf Aktivitäten der Stiftung zurückzuführen. Sie gründete einen Freundeskreis, der sich engagiert für die Universitätsgründung einsetzte. Unterstützt wurde der Stifter von seiner Ehefrau Dagi Kieffer (1925–2021).
Im Laufe der Stiftungsarbeit kristallisierten sich Themen aus Landwirtschaft sowie natur- und menschengerechte Technologien heraus. Um diese Themen intensiver zu bearbeiten und inspiriert durch einen Vortrag durch E. F. Schumacher gründete Karl Werner Kieffer 1975 zwei weitere Stiftungen: die Stiftung Mittlere Technologie und die Stiftung Ökologischer Landbau. In der Stiftung Mittlere Technologie wurden Diskussionen über höhere Energie- und Rohstoffeffizienz oder Verringerung der Umweltbelastung angestoßen. Die Arbeit der Stiftung Ökologischer Landbau manifestierte sich in zahlreichen Veröffentlichungen in den 1970er und 1980er Jahren. Ökologische Themen wurden damit einer breiten Öffentlichkeit zugänglich gemacht. Die Stiftung etablierte die erste Buchreihe zu Themenkomplexen rund um den Umweltschutz und den ökologischen Landbau. 1977 wurden Richtlinien zum ökologischen Weinbau entwickelt, deren Ergebnisse ein Jahr später in einer Buchveröffentlichung erschienen. 1982 widmete sich die Stiftung als erste Institution dem Thema Waldsterben. In den von der Stiftung verlegten Rahmenrichtlinien zum ökologischen Landbau wurde der Ökolandbau 1984 erstmals definiert. Als inhaltlicher Schwerpunkt der nunmehr drei nebeneinander existierenden Stiftungen kristallisiert sich Ende der 1980er Jahre Themen um die ökologische Landwirtschaft mehr und mehr heraus.
Eine Konsequenz aus dieser Entwicklung war es, diese drei Stiftungen im Jahr 1991 zur Stiftung Ökologie & Landbau zusammenzulegen.
In Erinnerung an ihren Stiftungsgründer verleiht die SÖL seit 1996 den Karl-Werner-Kieffer-Preis.

## Arbeitsschwerpunkte

### Information
Die Stiftung will fundierte Informationen über den Ökolandbau in Printmedien und in elektronischen Medien zur Verfügung stellen. Zielgruppen sind insbesondere Multiplikatoren und Experten wie z. B. landwirtschaftliche Fachberater.
Über das Internet und mit der seit 1977 quartalsweise erscheinenden Fachzeitschrift Ökologie & Landbau informiert die SÖL über die aktuellen Entwicklungen in der Biobranche und liefert Hintergründe zum ökologischen Landbau. In der Buchreihe Praxis des Ökolandbaus, die gemeinsam mit dem bioland-Verlag herausgegeben wird, werden detaillierte Kenntnisse zu einzelnen Bereichen des Ökolandbaus vermittelt. Die stiftungseigene Bibliothek am Standort Bad Dürkheim enthält Medien ab Beginn der 1960er Jahre. Sie verfügt über mehr als 10.000 Bücher und Dokumente. In Diskussionsrunden zu Themen wie bäuerliche Landwirtschaft, gesunde Ernährung oder Zukunftsperspektiven des Ökolandbaus bringt die SÖL Akteure der Biobranche mit Entscheidungsträgern und Multiplikatoren an einen Tisch und fördert so den Meinungs- und Informationsaustausch.

### Bildung
Die Stiftung bietet fachliche Fort- und Weiterbildungen für verschiedene Zielgruppen an. Berater, Landwirte, Wissenschaftler und andere Interessierte können jeweils an Aus- und Fortbildungen mit verschiedenen Schwerpunkten teilnehmen. Ein vergleichsweise junges Seminarangebot ist die Bauernhofpädagogik. Landwirten wird dabei vermittelt, wie für Kinder aus Kindergärten und Schulen ein pädagogisch ansprechendes Programm auf ihrem Betrieb gestaltet werden kann. Schulkinder sollen auf dem stiftungseigenen Schul- und Seminarbauernhof Gut Hohenberg bei Annweiler durch eigenes Bewirtschaften nachhaltiges Wissen über die Erzeugung und Verarbeitung von Lebensmitteln erhalten.

Schul- und Seminarbauernhof Gut Hohenberg

Für interessierte Erwachsene werden Seminare zu Landwirtschaft und Ernährung angeboten. Hochschulabsolventen können sich zu Fach- und Führungskräften für die Ökobranche weiterbilden. Sie werden durch ein einjähriges Traineeprogramm in Kooperation mit privatwirtschaftlichen Unternehmen unter der Regie der SÖL ausgebildet. Das Traineeprogramm wird durch das Bundesprogramm Ökologischer Landbau und andere Formen nachhaltiger Landwirtschaft gefördert.

### Forschung
Die SÖL führt Forschungsprojekte in Kooperation mit Partnern durch. Um dem Ökolandbau Impulse zur Weiterentwicklung zu geben, wird die Umsetzbarkeit der Forschungsergebnisse in die landwirtschaftliche Praxis angestrebt. Hierzu dient beispielsweise die im zweijährlichen Turnus stattfindende Wissenschaftstagung Ökologischer Landbau, die Wissenschaftlern und Praktikern ein Forum für den Dialog bietet. Forschungsergebnisse werden vorgestellt und mit Landwirten und Beratern diskutiert. Der Verbund Ökologische Praxisforschung (V.Ö.P.), an dessen Gründung im Jahr 2010 die SÖL beteiligt war, intensiviert diesen Austausch.
Folgende Forschungsprojekte wurden von der SÖL durchgeführt:
- Im Weinbau wurde mit einer Studie über ökologisches Rebpflanzgut Pionierarbeit geleistet.[3]
- Im Projekt Ökologische Bodenbearbeitung (PÖB) wurde ein zehnjähriger Langzeitversuch (1994–2004) durchgeführt. Varianten der flach- bzw. nichtwendenden Bodenbearbeitung und die wendende Bearbeitung mit Pflug wurden miteinander verglichen.[4]
- Im Berater-Praxis-Netzwerk wurden bundesweite Arbeitskreise zu Betriebszweigabrechnungen und Gesamtbetriebsvergleichen im Ökolandbau initiiert. In dem nationalen Netzwerk von Beratern wurden einheitliche Standards zur Vollkostenermittlung geschaffen.[5]
- Im grenzüberschreitenden Forschungsprojekt BioRhi'n: Betriebsvergleich am Oberrhein wurde in 73 Biobetrieben die wirtschaftliche Situation erfasst und in Betriebsvergleichen analysiert.[6]
- In dem Projekt Bodenfruchtbarkeit im Ökolandbau wurden von 2008 bis 2013 Ertragssteigerungen bei gleichzeitiger Berücksichtigung bodenökologischer und umweltrelevanter Eigenschaften untersucht.[7][8]

### Vernetzung
Durch ihren unabhängigen Status will die Stiftung die Bündelung der Interessen verschiedener Akteure der Biobranche vorantreiben. Die Motivation ist, Synergien zu schaffen und damit dem ökologischen Landbau Impulse zu geben. An folgenden Zusammenschlüssen hat die Stiftung maßgeblich mitgewirkt bzw. ist sie eingebunden:
- Eine Koordination der Interessen von Ökoanbauverbänden, Unternehmen der ökologischen Lebensmittelwirtschaft und Forschungseinrichtungen aus verschiedenen Ländern ermöglicht die Internationale Vereinigung der ökologischen Landbaubewegungen (IFOAM), gegründet im Jahr 1972.
- Die Interessen der einzelnen Verbände des Ökolandbaus wurden in Zusammenarbeit mit der SÖL im 1988 gegründeten Biodachverband Arbeitsgemeinschaft Ökologischer Landbau (AGÖL) koordiniert. Nach der Auflösung der AGÖL im Jahr 2002 hat die SÖL an der Gründung einer Nachfolgeorganisation mitgewirkt: seit 2003 vereint der Bund Ökologische Lebensmittelwirtschaft (BÖLW) die Stufen von der Erzeugung bis hin zur Verarbeitung ökologischer Lebensmittel und ist ein Spitzenverband der Biobranche.
- Im Netzwerk Demonstrationsbetriebe Ökologischer Landbau öffnen Landwirte seit dem Jahr 2002 ihre Höfe insbesondere für Verbraucher, aber auch für interessierte Berufskollegen. Die Koordination der Veranstaltungen wurde viele Jahre von der Stiftung geleistet.
- Im Verbund Ökologische Praxisforschung (V.Ö.P.), gegründet 2010, wird ein regelmäßiger Austausch von Wissenschaftlern und von Praktikern im Biolandbau institutionalisiert. Forschungsrelevante Fragestellungen werden von Akteuren aus Beratung und Praxis gemeinsam erarbeitet.
- In der Bundesarbeitsgemeinschaft Lernort Bauernhof (BAGLoB) finden Weiterbildung und Vernetzung der Bauernhofpädagogik-Akteure statt.

## Strukturen
Die Stiftung ist gemeinnützig, unabhängig und wissenschaftsfördernd. Der Hauptsitz ist in Bad Dürkheim. Ein weiterer Standort ist der Schul- und Seminarbauernhof Gut Hohenberg in der Südpfalz. Gremien der Stiftung sind der Vorstand und der Stiftungsrat. Der Vorstand besteht aus drei geschäftsführenden Mitgliedern: Peter Kieffer (Vorstandsvorsitzender), Ulrich Hampl und Uli Zerger. Die SÖL ist vorwiegend als operative Stiftung tätig. Um gemeinsame Projekte und Dienstleistungen für die ökologische Lebensmittelwirtschaft zu bearbeiten, wurde zusammen mit FiBL Deutschland die FiBL-Projekte GmbH gegründet.